# Röd mikromossa
Röd mikromossa (Cephaloziella rubella) är en bladmossart som först beskrevs av Christian Gottfried Daniel Nees von Esenbeck, och fick sitt nu gällande namn av Warnst.. Röd mikromossa ingår i släktet mikromossor, och familjen Cephaloziellaceae. Arten är reproducerande i Sverige. Inga underarter finns listade i Catalogue of Life.